# Disappearing in Airports
| Recensione | Giudizio |
| ---------- | -------- |
| AllMusic   | [ 1 ]    |

Disappearing in Airports è il sesto album del gruppo grunge statunitense Candlebox, pubblicato il 22 aprile 2016 dalla Pavement Entertainment.
È il primo album del gruppo a cui non partecipa il chitarrista storico Peter Klett, sostituito da Mike Leslie. L'ex batterista dei Pearl Jam Dave Krusen è tornato per l'album.

## Tracce
Testi e musiche di Candlebox.
1. Only Because of You – 3:54
2. Vexatious – 3:48
3. Supernova – 3:43
4. Alive at Last – 5:34
5. I've Got a Gun – 4:22
6. I Want It Back – 4:09
7. The Bridge – 5:08
8. Spotlights – 5:10
9. Crazy – 3:25
10. Gods Gift – 3:14
11. Keep on Waiting – 4:36

## Formazione
- Kevin Martin - voce
- Mike Leslie - chitarra
- Brian Quinn - chitarra
- Adam Kury - basso
- Dave Krusen - batteria

## Classifiche
| Classifiche (2016) | Posizione massima |
| ------------------ | ----------------- |
| Billboard 200      | 112               |